# سندرم لجیوس
سندرم لجیوس (انگلیسی: Legius syndrome) یا به‌اختصار «LS» نام یک اختلال ژنتیکی اتوزومال غالب که مشخصه‌اش لکه‌های شیر قهوه است. این بیماری نخستین بار در سال ۲۰۰۷ میلادی توصیف شد و اغلب با بیماری نوروفیبروماتوز نوع ۱ اشتباه گرفته می‌شود.
این بیماری در اثر جهش ژن SPRED1 ایجاد می‌شود و نام دیگرش «سندرم شبه‌نوروفیبروماتوز نوع ۱» (NFLS) است و در واقع نوعی راسوپاتی محسوب می‌شود که در اثر جهش در ژن‌های سلول‌های جنسی رخ می‌دهد. ژن مسئول این بیماری بر روی بازوی بلند کروموزوم ۱۵ واقع است.

## علائم
برخی علائم این بیماری عبارتند از:
- لکه‌های شیر قهوه (تقریباً در تمامی بیماران)[۵]
- کک و مک
- لیپوم
- ماکروسفالی (دورِ سرِ بزرگ نوزاد)
- اختلال یادگیری
- اختلال کم‌توجهی - بیش‌فعالی
- اختلال‌های تکاملی خاص

علائم و مشخصه‌های بیماری نوروفیبروماتوز نوع ۱ همچون ندول‌های لیش، اختلالات استخوانی، نوروفیبروما، گلیوم راه عصبی چشم، تومورهای بدخیم غلاف اعصاب محیطی در این بیماری دیده نمی‌شود.

## تشخیص
جهت تشخیص این بیماری، انجامِ آزمایش‌های ژنتیکی و بررسی دی‌ان‌ای الزامی است؛ چرا که گاهی علائم آن به‌تنهایی برای تشخیص قطعی کفایت نمی‌کنند.

## درمان
در مجموع پیش‌آگهی بیماری با انجام درمان‌های مناسب، خوب است و درمان از طریق انجامِ کارهای زیر صورت می‌پذیرد:
- فیزیوتراپی
- گفتاردرمانی
- دارودرمانی (مثلاً متیل فنیدات برای اختلال کم‌توجهی - بیش‌فعالی[۱۰])